# Walid Ferhah
Walid Ferhah (4 de mayo de 1992) es un deportista argelino que compite en atletismo adaptado. Ganó una medalla de bronce en los Juegos Paralímpicos de Tokio 2020 en la prueba de lanzamiento de maza (clase F32).

## Palmarés internacional
| Juegos Paralímpicos | Juegos Paralímpicos | Juegos Paralímpicos | Juegos Paralímpicos |
| Año                 | Lugar               | Medalla             | Prueba              |
| ------------------- | ------------------- | ------------------- | ------------------- |
| 2020                | Tokio (Japón)       | Medalla de bronce   | Maza F32            |